# Vil·la Anita
|  | No s'ha de confondre amb Cal Sastret (El Masnou). |

Vil·la Anita (també anomenat Cal Sastret, La Torreta o Villa Anita) és un xalet del municipi del Masnou (Maresme) protegit com a bé cultural d'interès local. Es va reformar a principis dels anys 1903-1905.

## Descripció
Edifici residencial aïllat de planta quadrada amb annexos adossats als escaires de forma simètrica. Consta d'una sola planta principal, un terrat i un semisoterrani, ja que per la part posterior, l'edifici queda per sota el nivell del terra. Un cos central s'eleva amb una coberta amb rajoles policromades, a quatre vessants.
Està situat dalt d'un petit turó amb vistes al mar. Està envoltat d'un jardí i terrasses de tipus clàssic. Per superar el desnivell del terreny, el jardí se situa al damunt d'unes terrasses aixecades sobre un mur coronat amb balustres.
La façana principal està orientada a migdia i una escalinata amb balustrades dona accés a la porta principal. La composició de les obertures és simètrica amb la porta centrada i dues finestres laterals, totes d'arc de mig punt i protegides amb persianes de llibret de fusta. El parament de la façana té relleus decoratius de formes arquitectòniques, pilastres entre les obertures i imitació de carreus a les cantoneres. Una balustrada a mode d'acroteri corona la façana. A l'angle nord-est hi ha una torre d'un pou que sobresurt de l'alçada de l'edifici i és coberta a quatre vessants també decorada amb rajoles policromades.